# Árpád Berczik
Árpád Berczik (8 de juliol de 1842, Temesvár - 16 de juliol de 1919, Budapest) fou un escriptor hongarès. Va estudiar dret i va treballar a l'administració. Va publicar els seus escrits a diaris com Pesti Napló (1870-1872), però sobretot és conegut per les seves obres teatrals.

## Obra
- Az igmándi kispap (1881)
- Nézd meg az anyját (1883)
- A Protekció (1885)
- Himfy dalai (1898)
- Színművei (1912)